# Khariton Làptev
Khariton Prokófievitx Làptev (rus: Харито́н Проко́фьевич Ла́птев) (1700–1763) va ser un explorador rus de l'Àrtida.
Khariton Làptev va néixer en una família nobiliària al poble de Pokariovo prop de Velíkie Luki (a la part sud de l'actual Óblast de Pskov), només un any abans que el seu cosí Dmitri Làptev va néixer al poble proper de Bolótovo.
Khariton Làptev va començar la seva carrera a la Marina Russa com a cadet en 1718. Cap a 1730, ja estava a càrrec d'un vaixell militar, i el 1734 va participar del setge de Gdańsk.
Entre 1739 i 1742, Khariton Làptev va liderar un dels partits de la Segona expedició de Kamtxatka. Juntament amb Semion Txeliuskin, Nikita Txekin i Vassili Medvédev, Làptev va descriure la Península de Taimir des de la desembocadura del riu Khatanga fins a la desembocadura del riu Piàssina i va descobrir algunes de les illes de la zona. Després de l'expedició, va participar en la creació del "Mapa General de la Costa Siberiana i Kamtxatka", i va continuar el seu servei militar a la Flota del Bàltic. El litoral marítim de la Península de Taimir, un cap de la península Txeliuskin i altres punts de referència tenen el seu nom. El Mar de Làptev també va rebre el nom per ell (i pel seu cosí Dmitri Làptev).